# Pătulele (gmina)
Pătulele – gmina w Rumunii, w okręgu Mehedinți. Obejmuje miejscowości Pătulele i Viașu. W 2011 roku liczyła 5550 mieszkańców.